# Totally Accurate Battle Simulator
Totally Accurate Battle Simulator là một game mô phỏng trận chiến vật lý ragdoll do hãng Landfall Games phát triển, và có bản dùng trước trên Steam vào ngày 1 tháng 4 năm 2019. Một dạng game phụ mang tên Totally Accurate Battlegrounds, được phát hành vào ngày 5 tháng 6 năm 2018 dưới dạng một hình thức châm biếm của thể loại game battle royale (trận đấu sinh tử).

## Lối chơi
Totally Accurate Battle Simulator thuộc thể loại mô phỏng trận chiến vật lý ragdoll. Trò chơi bao gồm hai mục chính: Campaign (phần chơi chiến dịch) và Sandbox (phần chơi tự do). Trước đây, người chơi được cấp một số tiền giới hạn trong trò chơi để xây dựng quân đội nhằm đánh bại lực lượng đối phương. Trong phần sau, không có giới hạn tiền tệ và người chơi xây dựng cả hai đội quân. Hai đội quân đối lập có thể được đặt ở hai phía đối diện của bản đồ trong game, hoặc một quân có thể bao vây quân kia. Ngay sau khi người chơi nhấp vào "Bắt đầu", trận chiến khởi sự và hai đội quân lao về phía trước giao tranh lẫn nhau. Khi một trong hai đội quân đã bị đánh bại, trận chiến ngưng đọng và người chơi được thông báo về kẻ chiến thắng là ai. Mặc dù quân đội thường giành chiến thắng bằng cách đánh bại tất cả các đơn vị kẻ thù, bản cập nhật tháng 5 năm 2020 đã bổ sung các điều kiện chiến thắng mới, chẳng hạn như sống sót trong một khoảng thời gian nhất định hoặc tiêu diệt một đơn vị kẻ thù cụ thể. Trong các trận chiến đang diễn ra, người chơi có thể di chuyển camera xung quanh bản đồ để nhìn rõ hơn cuộc chiến và có thể tự làm chậm hoặc ngưng đọng thời gian.
Về chế độ Sandbox, nơi người chơi có toàn quyền kiểm soát cả hai bên chiến trường và không giới hạn giá.  Bằng cách khám phá các bản đồ khác nhau trong chế độ chiến dịch, người chơi có thể tìm thấy vũ khí mở khóa các đơn vị mới được gọi là đơn vị bí mật.  Người chơi cũng có thể sở hữu các đơn vị. Khi sở hữu một đơn vị, người chơi có được sức mạnh, được kích hoạt bởi một số nút nhất định. Người chơi cũng có thể tạo các kịch bản chiến đấu tùy chỉnh có thể được chia sẻ với người khác.